# Rajd Valais 2011
Rajd Valais 2011 (52. Rallye International du Valais) – 52 edycja rajdu samochodowego Rajd Valais rozgrywanego w Szwajcarii. Rozgrywany był od 27 do 29 października 2011 roku. Bazą rajdu była miejscowość Martigny. Była to jedenasta runda Rajdowych Mistrzostw Europy w roku 2011 oraz szósta runda Rajdowych Mistrzostw Szwajcarii. Składał się z 17 odcinków specjalnych.

## Klasyfikacja rajdu
| Miejsce                | Kierowca               | Pilot                  | Samochód               | Czas                   | Strata                 |
| Klasyfikacja generalna | Klasyfikacja generalna | Klasyfikacja generalna | Klasyfikacja generalna | Klasyfikacja generalna | Klasyfikacja generalna |
| ---------------------- | ---------------------- | ---------------------- | ---------------------- | ---------------------- | ---------------------- |
| 1.                     | Laurent Reuche         | Jean Deriaz            | Peugeot 207 S2000      | 3:09:04.2              | 0.0                    |
| 2.                     | Olivier Burri          | Nicolas Klinger        | Peugeot 207 S2000      | 3:11:08.8              | +2:04.6                |
| 3.                     | Antonín Tlusťák        | David Šmeidler         | Škoda Fabia S2000      | 3:12:48.4              | +3:44.2                |
| 4.                     | Urs Hunziker           | Melanie Wahl           | Subaru Impreza STi     | 3:12:50.6              | +3:46.4                |
| 5.                     | Nicolas Althaus        | Mahiray Lugon          | Peugeot 207 S2000      | 3:14:01.2              | +4:57.0                |
| 6.                     | Antonio Galli          | Marco Vozzo            | Citroën DS3 R3T        | 3:18:32.2              | +9:28.0                |
| 7.                     | Philippe Roux          | Christian Bourgeois    | Peugeot 207 S2000      | 3:19:35.4              | +10:31.2               |
| 8.                     | Jonathan Hirschi       | Stéphanie Chmelnitzky  | Renault Clio S1600     | 3:20:07.6              | +11:03.4               |
| 9.                     | Mike Coppens           | Christophe Roux        | Citroën DS3 R3T        | 3:20:36.6              | +11:32.4               |
| 10.                    | Olivier Gillet         | Frederic Helfer        | Renault Clio R3        | 3:22:43.4              | +13:39.2               |
| Klasyfikacja ERC       |                        |                        |                        |                        |                        |
| 1. (3.)                | Antonín Tlusťák        | David Šmeidler         | Škoda Fabia S2000      | 3:12:48.4              | 0.0                    |
| 2 (11.)                | Maciej Oleksowicz      | Andrzej Obrębowski     | Ford Fiesta S2000      | 3:23:16.6              | +10:28.2               |
| 3 (18.)                | Rok Turk               | Enej Ložnar Kranjc     | Peugeot 207 RC R3T     | 3:26:55.8              | +14:07.4               |
| 4 (50.)                | Giovanni Vergnano      | Marco Argentin         | Fiat 500 Abarth R3T    | 3:47:37.1              | +34:48.7               |